# Gentianella foliosa x cernua
Gentianella foliosa x cernua là một loài thực vật có hoa trong họ Long đởm. Loài này được mô tả khoa học đầu tiên.